# آمونیوم سولفامات
آمونیوم سولفامات (به انگلیسی: Ammonium sulfamate) با فرمول شیمیایی H۶N۲O۳S یک ترکیب شیمیایی با شناسه پاب‌کم ۲۴۴۸۲ است؛ که جرم مولی آن 114.125 g/mol می‌باشد. شکل ظاهری این ترکیب، جامد سفید است.